# 進歩党 (ブラジル)
進歩党（しんぽとう、葡: Partido Progressista, PP）は、ブラジルの中道右派政党である。保守主義並びに右派ポピュリズム・自由主義的傾向を有する。

## 歴史
軍政時代の与党である国家革新同盟（Aliança Renovadora Nacional, ARENA）に起源を持つ。1979年、ARENAは民主社会党（Partido Democrático Social, PDS、「社会民主党」とも）となり、1993年4月4日、PDSはキリスト教民主党（Partido Democrata Cristão, PDC）と合併し改革進歩党（Partido Progressista Renovador, PPR）となった。
一方1994年、社会労働党（Partido Social Trabalhista, PST）と改革労働党（Partido Trabalhista Reformador, PTR）が合併し旧進歩党が結成された。これが1995年、PPRと合併しブラジル進歩党（Partido Progressista Brasileiro (PPB)）となる。
PPB創設後、ブラジル社会民主党並びに自由主義戦線（Partido da Frente Liberal, PFL、現民主党（Democratas））と連立政権入りを果たし、大統領フェルナンド・エンリケ・カルドーゾを支持。2003年4月の党大会で現在の党名に再び改名。
2022年10月に行われた連邦議員選挙では連邦議会下院で513議席中47議席、連邦議会上院で81議席中7議席を獲得した。

## 代表的な政治家

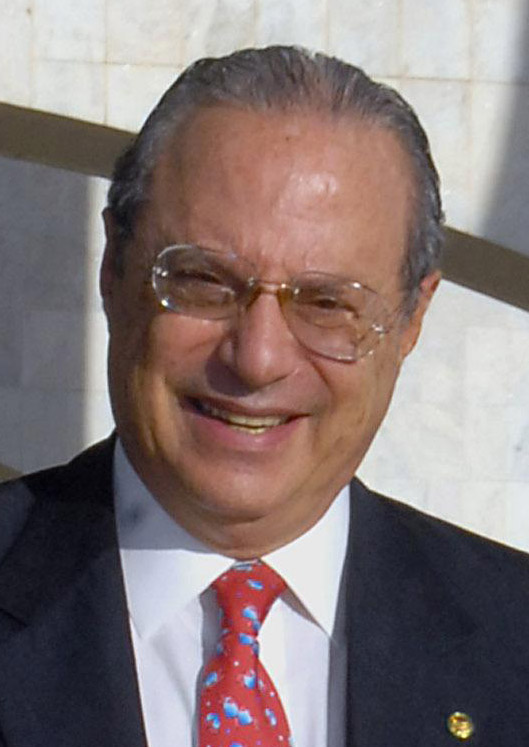
パウロ・マールーフ

同党のもっとも有名な党員政治家はアラブ系ブラジル人でサンパウロ州知事、サンパウロ市長を数期務めたパウロ・サリム・マールーフ、他に元サンタカタリーナ州知事、元老院議員のエスペリディアン・アミン、元労働大臣、リオデジャネイロ州元老院議員のフランシスコ・ドルネレスがいる。
政治腐敗度が比較的高いブラジルにおいて同党も汚職と無関係というわけではなく、ブラジル高等選挙裁判所（Tribunal Superior Eleitoral, TSE）の腐敗選挙打倒運動（葡: Movimento de Combate à Corrupção Eleitoral）の調査によると、政治腐敗度は民主党、ブラジル民主運動党、ブラジル社会民主党に次いで上位4番目に位置する。

## 地域分裂
近年、党の「事実上の」指導者の地位を剥奪されてしまったマールーフを始めとして、一部、汚職に関与した党員の押し付けがましい国粋主義的傾向に反発して、度々リオグランデ・ド・スル州支部が離脱すると脅しを掛けているように、同党は非常に初期の頃から「地域分裂」（"regional division"）的傾向を見せている。党の国粋的傾向はルーラの労働者党政権との緊密な同盟関係構築に寄与している（ただし、税制のようなPP主流右派が神経を尖らせる問題を除く）反面、リオグランデ・ド・スル支部は党の反対勢力とより一層結託し、今一度反抗的態度を見せている。